# 黄鮟鱇
黄鮟鱇（学名：Lophius litulon），又名老头鱼、结巴鱼，为輻鰭魚綱鮟鱇目鮟鱇亞目鮟鱇科鮟鱇属的鱼类，分布于东海、黄海、渤海等水域，身体扁平如盘，后端则较细，背部有一根特化成钓竿状的棘刺。该鱼多栖息在砂泥海床上，主要食用鱼类和无脊椎动物。黄鮟鱇有洄游习性，在春季会于浅水区繁殖。该鱼可食用。

## 外貌描述
黄鮟鱇体背为黄褐色，上有不规则深色斑纹，腹部则为浅色。身体前端扁平宽大，呈盘状，向后则逐渐变细。其体表光滑，无鳞片。该鱼嘴大，牙齿锋利，周围有许多皮须。黄鮟鱇两眼间距较大，眼窝凹陷，额骨旁有低垂的眉脊。该鱼第一背鳍最前面的棘刺特化成钓竿状，顶部为三角形。其最大可长到150厘米长。

## 物种分布
黄鮟鱇分布于渤海、黄海、东海等海域。

## 生态与习性

### 栖息地
黄鮟鱇为底栖鱼类，常栖息于砂泥底海床上，偏好较冷的水域，水深最深可达560米。该鱼在不同水域的种群密度有季节差异，这可能是由于其分布水域水温变化极大所致。

### 食性
黄鮟鱇主要以鱼类和各种无脊椎动物为食。其所捕食的猎物随体长变化较大：体长2厘米以下的鱼苗多摄食箭虫和磷虾，2厘米至20厘米间的小型个体则多以虾、小型乌贼和鳀鱼为食，而更大的个体则会捕食带鱼、发光鲷等大型饲料鱼，甚至有捕食长吻角鲨的记录。此外，黄鮟鱇有同类相食的习性。

### 生命周期
黄鮟鱇有洄游习性，成年黄鮟鱇会在繁殖季聚集于水深60米以下的浅海产卵。该鱼的具体繁殖季取决于水域：日本九州岛周边海域的黄鮟鱇在每年2—3月繁殖，黄海、东海的黄鮟鱇在每年4—5月繁殖，而仙台湾等寒冷水域的个体则要迟至6月方会繁殖。繁殖时，该鱼会一次性将大量精子和卵子洒入水中。其受精卵会在海水中漂浮数日。鱼苗在孵化后多会成群逗留在浅水区。该鱼一般在1.5岁时达到性成熟，彼时体长约30厘米。

### 寄生虫
以下线虫物种会寄生于黄鮟鱇的肠道内：
- Anisakis pegreffii；
- Hysterothylacium fabri；
- H.aduncum；
- H.amoyense；
- H.liparis；
- H. zhoushanense；
- H. sinense；
- Raphidascaris lophii；

## 经济利用
黄鮟鱇可食用。1980年代前中国渔民多将其视为不值钱的杂鱼，但由于东海、黄海等水域渔业资源枯竭，至21世纪时该鱼已有相当高的经济价值。冬季的黄鮟鱇肉尤其美味，以至于在日本鮟鱇火锅有“火锅之王”的美誉，其肝脏亦有极高的食用价值。